# Le Boulanger de Suresnes
Pour plus de détails, voir Fiche technique et Distribution.
Le Boulanger de Suresnes est un téléfilm français réalisé par Jean-Jacques Goron, diffusé le 2 mai 1981 sur A2.

## Synopsis
Avril 1970 à Suresnes en banlieue parisienne. La fille d'un couple de boulangers projette d'épouser le fils d'un industriel de la boulangerie. Chronique sociale autour du petit commerce.

## Fiche technique
- Réalisateur : Jean-Jacques Goron
- Scénario : Joëlle Goron
- Musique originale : Benoît Kaufman
- Durée : 115 min (1 h 55)
- Date de diffusion : 2 mai 1981 sur A2

## Distribution
- Jean-Marc Thibault : Voittin, le boulanger
- Catherine Rouvel : Mme Voittin, la boulangère
- Zoé Chauveau : Caroline Voittin
- Henri Courseaux : Jacquot, le pâtissier
- Charlotte de Turckheim : Josiane, la vendeuse
- Henri Virlojeux : le boucher
- François Cluzet : Richard Roux
- Pierre Pradinas : Nicolas
- Germaine Delbat : Namée Voittin
- Raymond Jourdan : M. Roux
- Anouk Ferjac : Mme Roux
- Paulette Dubost : Mme Martinot
- Julien Verdier : M. Martinot
- Guy Grosso : Rallot
- Monique Ciron : Mme Georges
- Rita Maiden : Rita
- Claude Evrard : Georges, le tabac
- Sophie Agacinski : Mme Mart
- Michel Muller (comédien)
- Catherine Albin
- Bernard Allouf
- Bruno Balp
- Gilette Barbier : La cliente commère.
- Yves Barsacq
- Brigitte Bellac
- Serge Bento
- Michèle Bernier : Une Miss
- Irène Budelberger
- Jacques Canselier
- Ariane Carletti
- Guy Charon
- François Dyrek
- Françoise Engel
- Christian Gomila
- Arnaud Goron
- Jacqueline Guenin, la bonne des Roux
- Jacqueline Holtz
- Françoise Huguet
- Catherine Jarrett
- Henri Labussière
- Sophie Ladmiral
- Magali Leiris
- Michel Muller
- Marie-Thérèse Orain
- Georges Rouveyre : Maire de Suresnes
- Vincent Villenave
- Alain Wendling
- Marianne Wolfsohn (comme Marianne Wolshon)
- Eugène Yvernès
- Nono Zammit

## Récompense
- Prix de la Fondation de France Albert Olivier